# Campeonato Mundial de Futebol de Mesa – Bola 12 Toques
O Campeonato Mundial de Futebol de Mesa é um torneio de futebol de mesa, na modalidade Bola 12 Toques, que ocorre trienalmente e com sede variada. Teve sua primeira edição no ano de 2009, em Budapeste, na Hungria.
Desde a primeira edição, o torneio é subdividido em duas categorias (individual e por seleções), todas com mesma sede e de maneira simultânea.
A competição interclubes passou a ser disputada apenas a partir do ano de 2014, ocorrendo bienalmente e independente das outras categorias.
No ano de 2018, houve as três categorias ocorrendo de maneira simultânea e na mesma sede.